# Apocopis breviglumis
Apocopis breviglumis là một loài thực vật có hoa trong họ Hòa thảo. Loài này được Keng & S.L.Chen mô tả khoa học đầu tiên năm 1975.